# Adam Małysz
Adam Henryk Małysz  (pron. /ˈadam ˈmawɨʂ/), né le 3 décembre 1977 à Wisła, est un sauteur à ski polonais.

## Biographie
Il est considéré comme l'un des meilleurs sauteurs à ski de tous les temps. Vainqueur de 39 épreuves de Coupe du monde, il détient, juste derrière Matti Nykänen et Gregor Schlierenzauer, la troisième place au classement des sauteurs les plus prolifiques dans cette compétition. Il est également le seul, avec Nykänen, à avoir remporté le classement général de la Coupe du monde à quatre reprises dont trois consécutives. Son palmarès, auquel s'ajoutent quatre médailles d'or aux Championnats du monde et une victoire dans la Tournée des quatre tremplins, reste néanmoins vierge de tout succès aux Jeux olympiques. 
Ses succès l'ont rendu très populaire en Pologne. Au meilleur de sa carrière, plus de 100 000 personnes pouvaient se rendre à l'épreuve de Coupe du monde de Zakopane, en Pologne, pour assister aux exploits de leur idole.

## Carrière

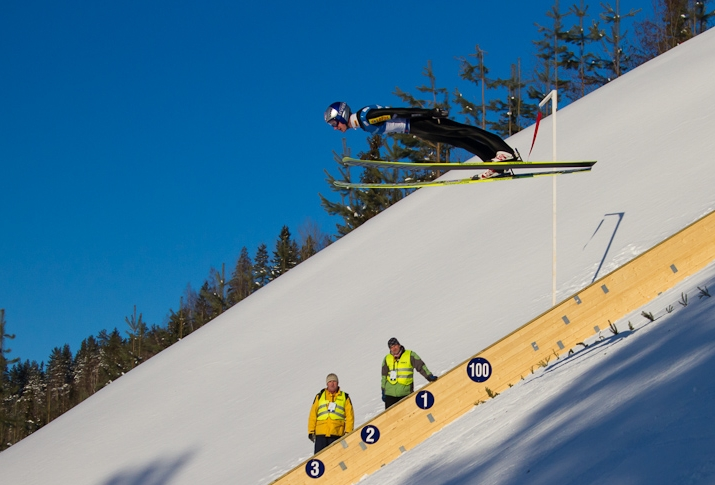
Adam Małysz en 2011 à Vikersund.

Il démarre en Coupe du monde en 1995. Après des débuts prometteurs qui le voient prendre les 7e et 10e places au classement général en 1996, saison durant laquelle il gagne sa première épreuve à Oslo devant Jens Weissflog et 1997, il connaît une traversée du désert à la fin des années 1990. La saison 2001 est celle de la résurrection. Vainqueur de la Tournée des quatre tremplins et de la médaille d'or sur petit tremplin aux Championnats du monde, il décroche son premier globe de cristal. Il récidive en 2002 en remportant le classement général de la Coupe du monde mais passe à côté de la médaille d'or olympique, battu à deux reprises par le Suisse Simon Ammann. Il se vengera l'année suivante en remportant les deux titres individuels aux Championnats du monde ainsi que le globe de cristal, son troisième. Bien que faisant toujours partie du des quinze premiers mondiaux, les trois saisons suivantes sont plus difficiles et les succès se font rares. Ce n'est qu'en 2007 qu'il fait son retour sur le devant de la scène. Auteur d'une longue série de victoires dans la seconde moitié de la saison, il refait son retard et coiffe Anders Jacobsen dans la course au classement général lors de la dernière épreuve. Il décroche également cette année-là sa quatrième médaille d'or aux Championnats du monde. Plus en retrait depuis cette saison 2007, il fait néanmoins toujours partie de la crème du saut à ski mondial.
Aux Jeux olympiques 2010, il décroche la médaille d'argent du petit et du grand tremplin derrière Simon Ammann.
Sa saison 2010-2011 est très bonne, Malysz gagnant sa 39e manche de Coupe du monde à Zakopane en Pologne, quatre ans après sa dernière victoire. Finissant troisième du classement général de la Coupe du monde, il prend aussi la médaille de bronze aux Championnats du monde d'Oslo, son sixième et dernier podium en mondial.
Le samedi 20 mars 2011, à Planica, il effectue son dernier saut devant le président de la République polonaise, plusieurs athlètes très connus, et une foule immense, venue de tout le pays, pour acclamer une dernière fois leur idole.
À cette occasion, il a reçu la distinction nationale : la croix de commandeur de l'Ordre Polonia Restituta.
Début 2012, il participe à son premier rallye Dakar, en catégorie Auto, sur une Mitsubishi Pajero. Il a pour copilote Rafał Marton et parvient à rallier l'arrivée à la 37e place. Il prend à nouveau le départ en 2013, toujours avec Rafał Marton, pilotant cette fois une Toyota Hilux. Il termine à la 15e place. En 2014, toujours avec Toyota, il finit cette fois 13e avant de passer sur un buggy 2-roues motrices SMG pour 2015. Malheureusement, son buggy prendra feu dès la 2e étape, le contraignant à l'abandon.

## Palmarès

### Jeux olympiques
| Épreuve / Édition | Nagano 1998 | Salt Lake City 2002 | Turin 2006 | Vancouver 2010 |
| Petit tremplin    | 51e         | Bronze              | 7e         | Argent         |
| Grand tremplin    | 52e         | Argent              | 14e        | Argent         |
| Par équipes       |             | 6e                  | 5e         | 6e             |

### Championnats du monde
| Épreuve / Édition | Épreuve / Édition | Thunder Bay 1995 | Trondheim 1997 | Ramsau 1999 | Lahti 2001 | Val di Fiemme 2003 | Oberstdorf 2005 | Sapporo 2007 | Liberec 2009 | Oslo 2011 |
| Petit tremplin    | Petit tremplin    | 10e              | 14e            | 27e         | Or         | Or                 | 6e              | Or           | 22e          | Bronze    |
| Grand tremplin    | Grand tremplin    | 11e              | 36e            | 37e         | Argent     | Or                 | 11e             | 4e           | 12e          | 11e       |
| Par équipes       | Petit tremplin    |                  |                |             | 5e         |                    | 6e              |              |              | 4e        |
| Par équipes       | Grand tremplin    |                  |                |             | 8e         | 7e                 | 9e              | 5e           | 4e           | 5e        |

### Championnats du monde de vol à ski
| Épreuve / Édition | Kulm 1996 | Vikersund 2000 | Harrachov 2002 | Planica 2004 | Kulm 2006 | Oberstdorf 2008 | Planica 2010 |
| Individuel        | 14e       | 16e            | 18e            | 11e          | 20e       | 9e              | 4e           |
| Par équipes       |           |                |                | 8e           | 9e        | 10e             | 4e           |

### Coupe du monde
- 4 gros globes de cristal en 2001, 2002, 2003 et 2007.
- Vainqueur de la Tournée des quatre tremplins en 2001.
- 92 podiums individuels dont 39 victoires en carrière.
- 4 podiums par équipes.

#### Différents classements en Coupe du monde
| Année     | Classement général final |
| 1994-1995 | 51e                      |
| 1995-1996 | 7e                       |
| 1996-1997 | 10e                      |
| 1997-1998 | 57e                      |
| 1998-1999 | 46e                      |
| 1999-2000 | 28e                      |
| 2000-2001 | 1er                      |
| 2001-2002 | 1er                      |
| 2002-2003 | 1er                      |
| 2003-2004 | 12e                      |
| 2004-2005 | 4e                       |
| 2005-2006 | 9e                       |
| 2006-2007 | 1er                      |
| 2007-2008 | 12e                      |
| 2007-2008 | 13e                      |
| 2009-2010 | 5e                       |
| 2010-2011 | 3e                       |

#### Victoires saison par saison
| Année | Lieu |
| 1996  | Oslo (Norvège) |
| 1997  | Sapporo (Japon), Hakuba (Japon) |
| 2001  | Innsbruck (Autriche), Bischofshofen (Autriche), Harrachov (×2, République tchèque), Park City (États-Unis), Sapporo (×2, Japon), Willingen (Allemagne), Falun (Suède), Trondheim (Norvège), Oslo (Norvège) |
| 2002  | Kuopio (Finlande), Titisee-Neustadt (Allemagne), Villach (Autriche), Engelberg (Suisse), Predazzo (×2, Italie), Zakopane (Pologne)                                                                         |
| 2003  | Oslo (Norvège), Lahti (×2, Finlande) |
| 2005  | Harrachov (République tchèque), Kulm (Autriche), Zakopane (×2, Pologne) |
| 2006  | Oslo (Norvège) |
| 2007  | Oberstdorf (Allemagne), Titisee-Neustadt (×2, Allemagne), Lahti (Finlande), Kuopio (Finlande), Oslo (Norvège), Planica (×3, Slovénie)                                                                      |
| 2011  | Zakopane (Pologne) |

## Honneurs et distinctions
Adam Małysz est élu Sportif polonais de l'année en 2001, 2002, 2003 et 2007. En 2001, il reçoit la Médaille Holmenkollen.

## Vie personnelle
Adam Małysz est marié à Izabela depuis le 16 juin 1997. La même année, leur première fille Karolina est née.

## Statue en chocolat
En guise de remerciement pour ses incroyables exploits sportifs et sa popularité, une monument en chocolat lui a été érigée dans sa ville natale.

## Autres
Résultats au Rallye Dakar en catégorie auto
- 2012 : 37e sur Mitsubishi Pajero (copilote Rafał Marton)
- 2013 : 15e sur Toyota Hilux (copilote Rafał Marton)
- 2014 : 13e sur Toyota Hilux (copilote Rafał Marton)
- 2015 : Abandon à la 2e étape (copilote Rafał Marton) sur SMG
- 2016 : 53e sur Mini (copilote Xavier Panseri)